# Бекетова (деревня)
Бекетова — деревня в Болховском районе Орловской области. Входит в состав Однолуцкого сельского поселения. Население — 5 чел. (2010).

## География
Бекетова находится в северной части Орловской области, в лесостепной зоне. Географическое положение: в 7 километрах от районного центра — города Болхов, в 53 километрах от областного центра — города Орёл и в 276 километрах от столицы — Москвы.

## Население
| 2010 |
| ---- |
| 5    |